# Langenneufnach
Langenneufnach település Németországban, azon belül Bajorországban. Lakosainak száma 1894 fő (2023. december 31.).

## Népesség
A település népessége az elmúlt években az alábbi módon változott:
| Lakosok száma | 836  | 1444 | 1458 | 1424 | 1676 | 1710 | 1708 | 1762 | 1814 | 1894 |
|               | 1875 | 1950 | 1975 | 1987 | 2012 | 2014 | 2016 | 2017 | 2021 | 2023 |